# Wiembach-Aue
Das Naturschutzgebiet Wiembach-Aue liegt auf dem Gebiet der kreisfreien Stadt Leverkusen in Nordrhein-Westfalen. Das aus drei Teilflächen bestehende Naturschutzgebiet liegt nordöstlich der Kernstadt Leverkusen im Wiembachtal. Die Straßen Biesenbach und Wiehbachtal bilden die nördliche Grenze der drei Flächen, die sich nach Süden bis in die Wiembachaue ausdehnen.

## Beschreibung
Das etwa 12 ha große Gebiet wurde im Jahr 1982 unter der Schlüsselnummer LEV-004 unter Naturschutz gestellt.
Das Gebiet wird laut Fachinformationssystem des Landesamtes für Natur, Umwelt und Verbraucherschutz in NRW wie folgt beschrieben:

„Das NSG besteht aus drei Teilflächen im Tal des Wiembaches. Zwei dieser Flächen werden vom naturnah mäandrierenden Wiembach durchflossen. Der westliche Teilbereich besteht zum grössten Teil aus einem Erlenbruch, an den sich bachaufwärts eine Seggenwiese anschließt. Diese ist von einer Hecke umrahmt. Südlich an den Wiembach schließt sich ein Schwarz-Erlenmischwald und ein Buchenmischwald an. Letzterer ist mit sehr starkem Baumholz versehen. Ein Kleingewässer befindet sich im Erlenwald. Der mittlere Bereich besteht aus einer Feuchtwiese, einem Schilfröhricht und einem Erlenwald. Der Kernbereich des östlichen Teiles ist eine feuchte Hochstaudenflur und eine Feuchtwiese. Ein Kleingewässer umgeben von Weidengehölzen schließt das Gebiet nach Osten ab. Nach Süden zum Wiembach hin liegt ein von Ufergehölz umgebenes Kleingewässer. Der Erlenbruch und die Feuchtwiesen sind die besterhaltenen in Leverkusen. Letztere werden regelmäßig gepflegt. Für den Biotopverbund der Bachtäler sind sie regional von Bedeutung. Der Erhalt des Erlenbruches, der Feuchtwiesen sowie der Kleingewässer stehen im Vordergrund.“

Eine Kartierung der Biologischen Station aus dem Jahr 2014 hat das Vorhandensein einer großen Zahl bemerkenswerter Pflanzenarten ergeben, u. a.: Gemeiner Froschlöffel (Alisma plantago-aquatica), Bach-Nelkenwurz (Geum rivale), Breitblättriger Rohrkolben (Typha latifolia), Sumpf-Dotterblume (Caltha palustris), Sumpf-Schwertlilie (Iris pseudacorus), Hohe Schlüsselblume (Primula elatior), Kohl(-Kratz)distel (Cirsium oleraceum), Kuckucks-Lichtnelke (Lychnis flos-cuculi), Mispel (Mespilus germanica) und Sumpf-Wasserstern (Callitriche palustris).

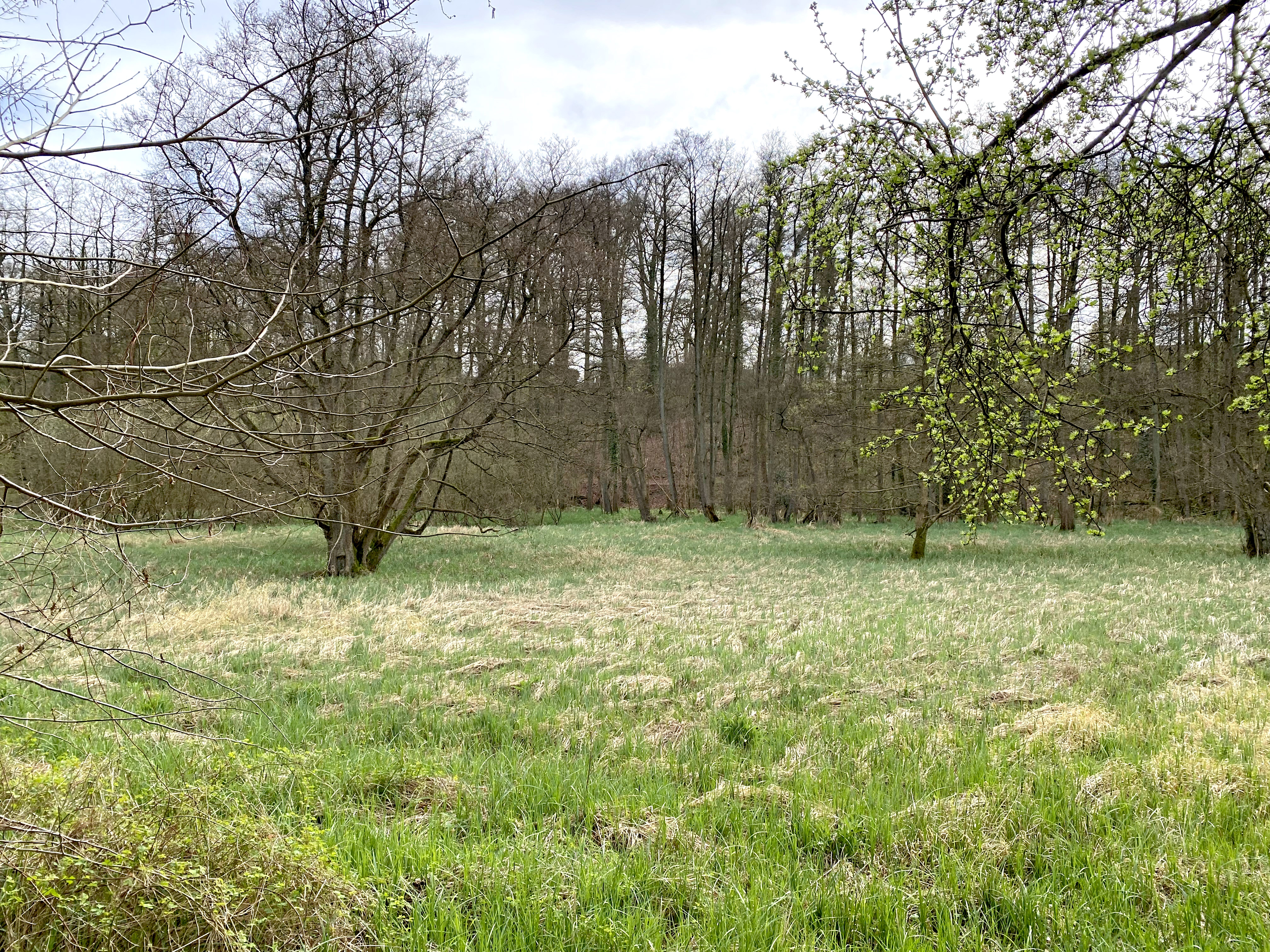
Feuchtwiese in der Wiembachaue
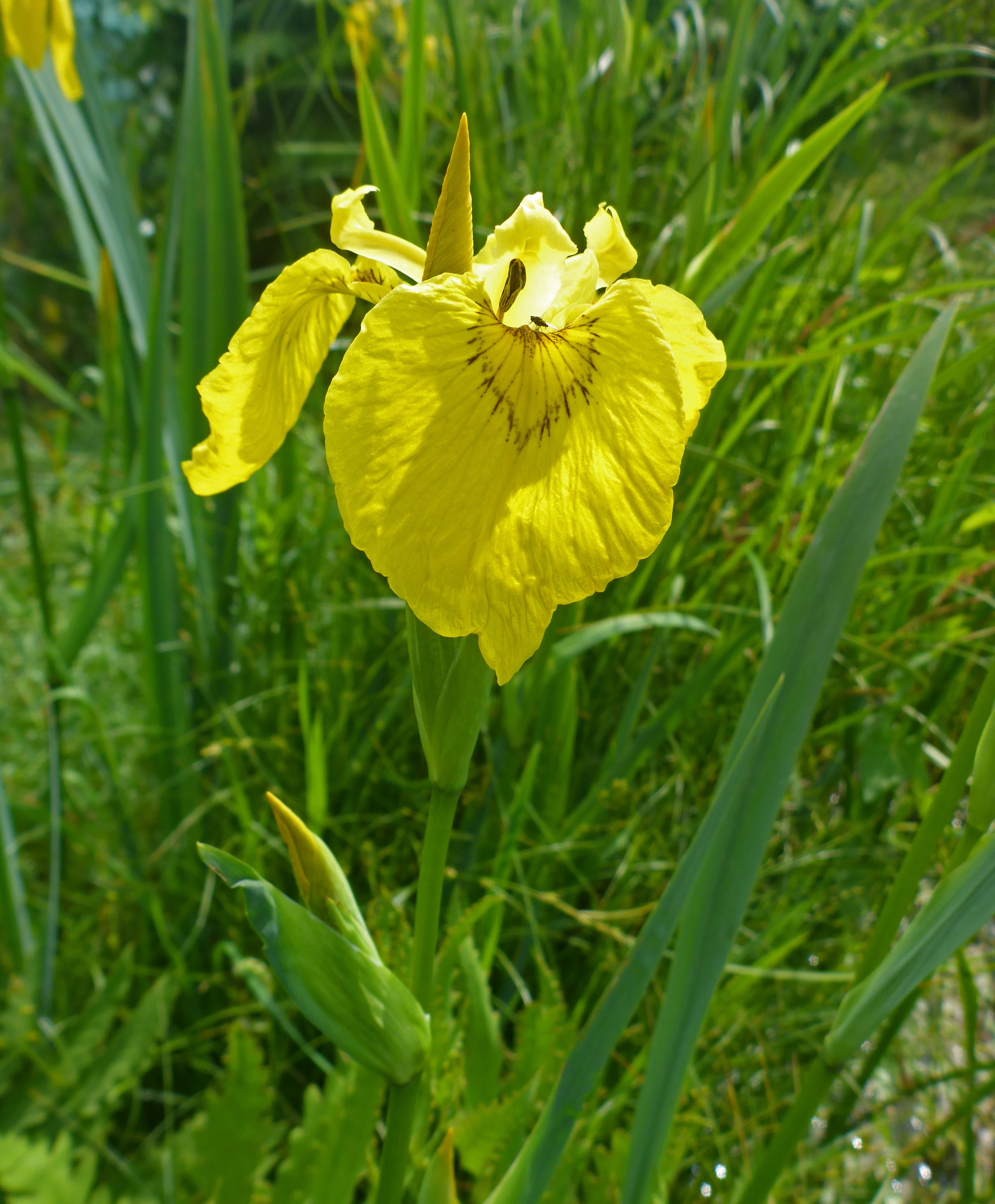
Sumpf-Schwertlilie (Iris pseudacorus)
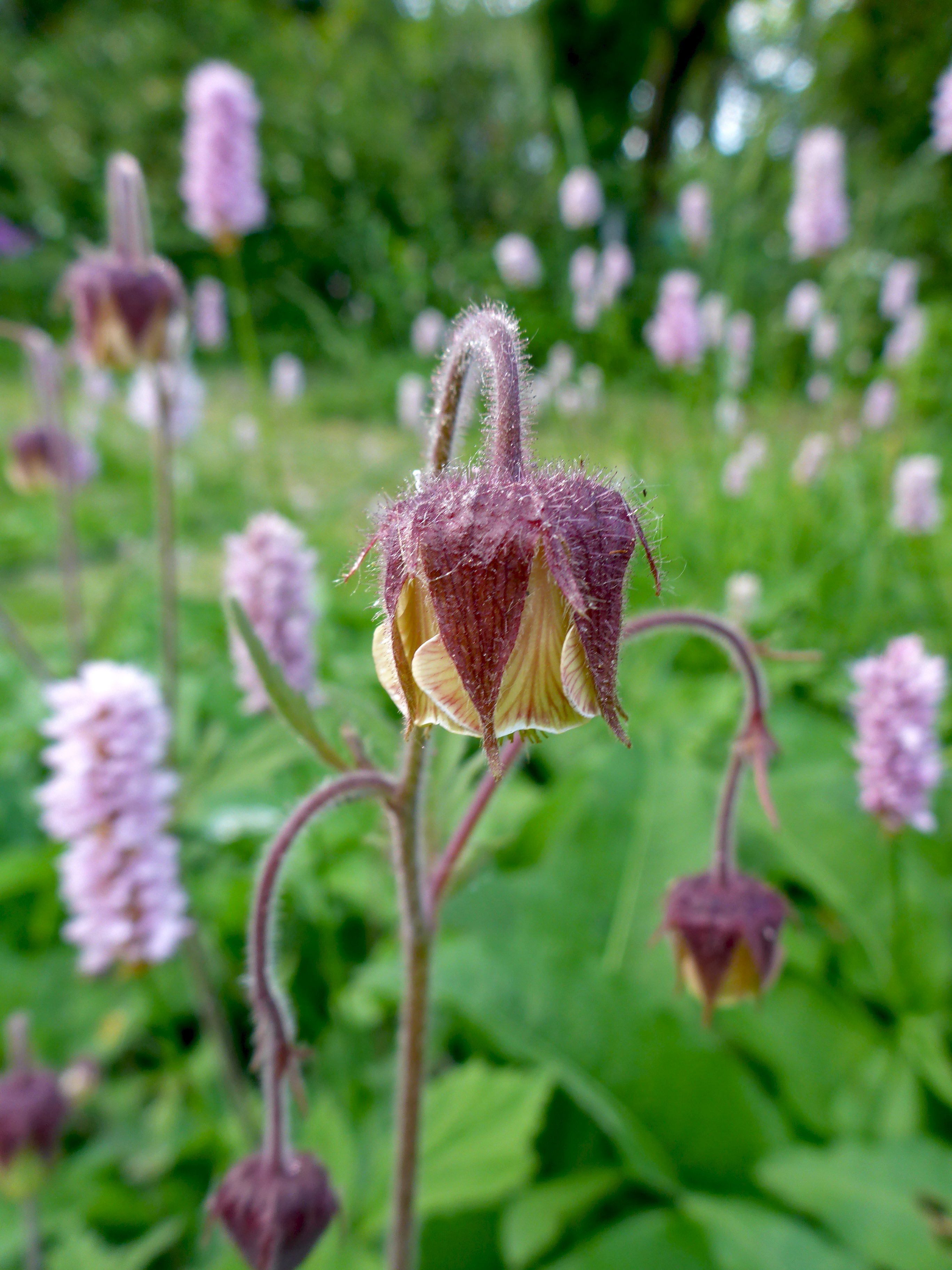
Bachnelkenwurz (Geum rivale)
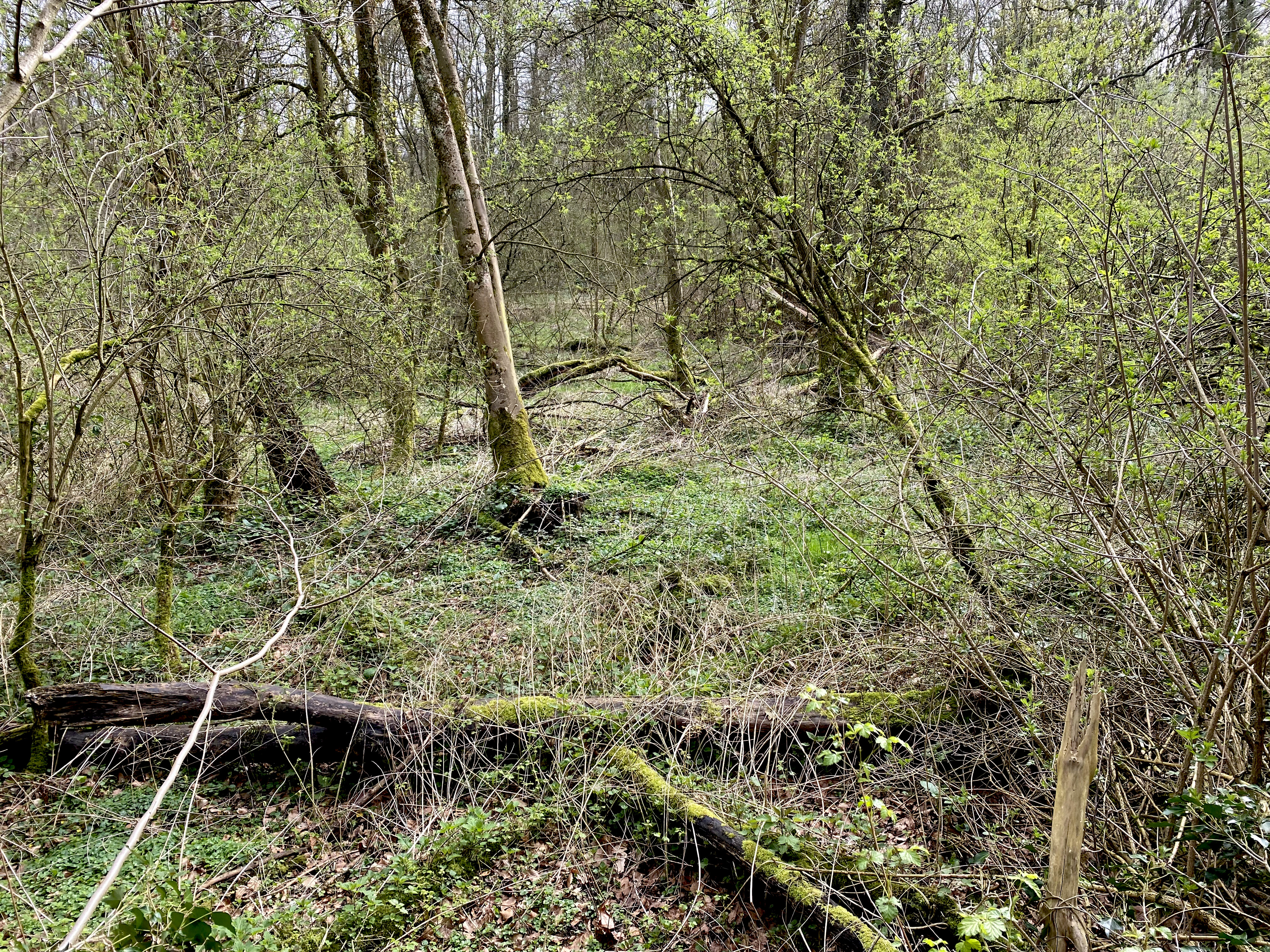
Erlenbruchwald
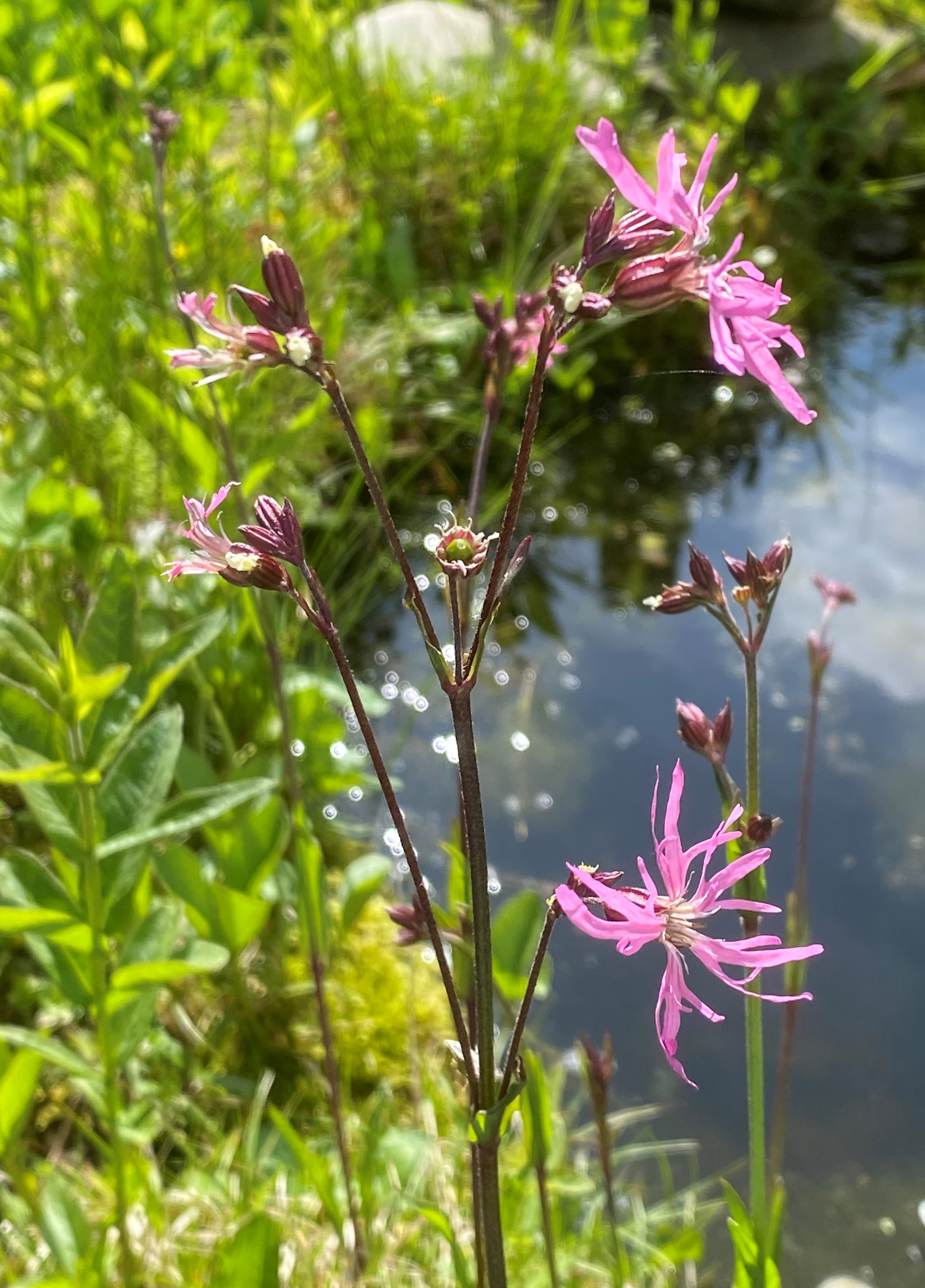
Kuckucks-Lichtnelke (Lychnis flos-cuculi)
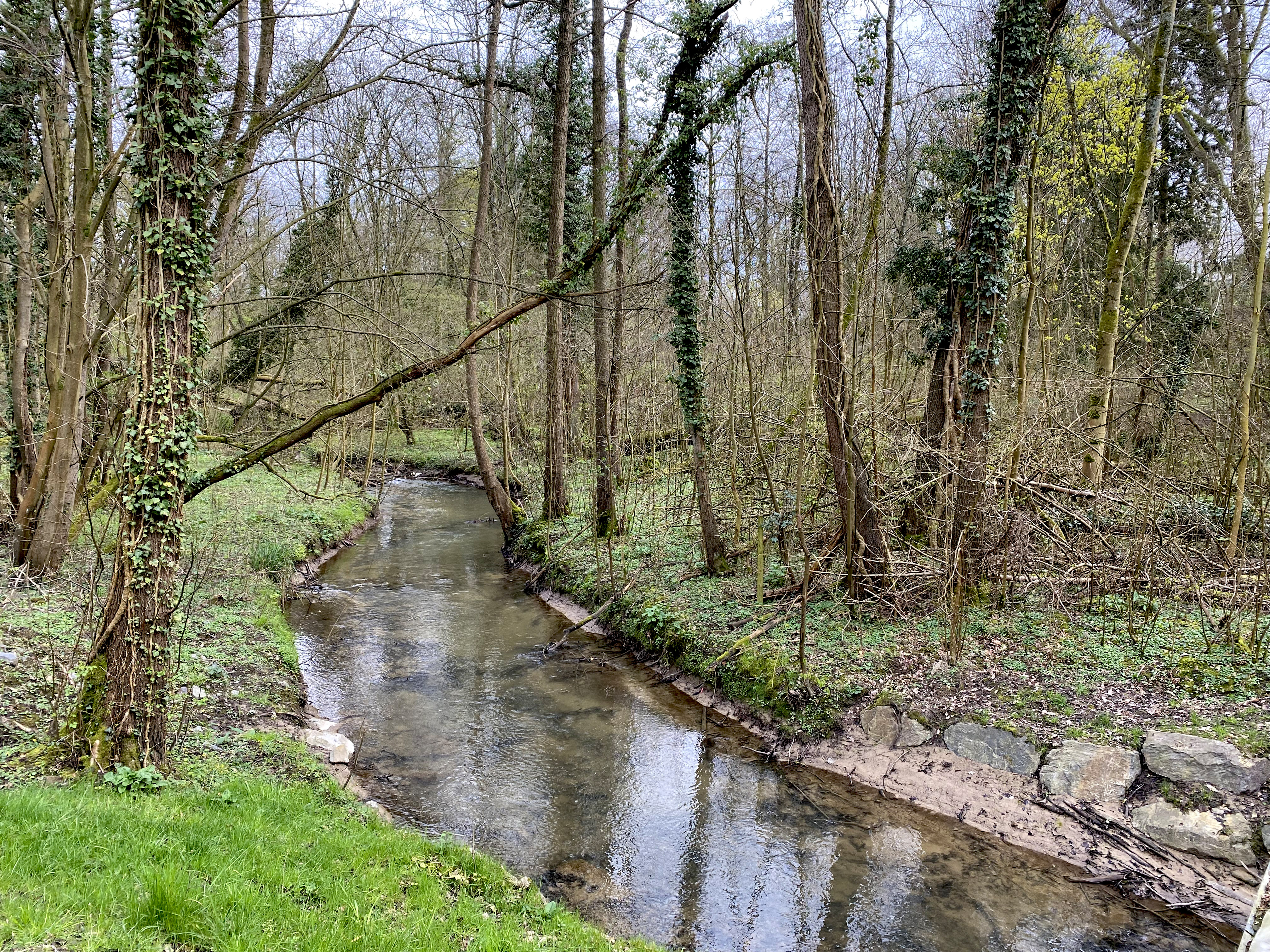
Wiembach an der Neukronenberger Straße
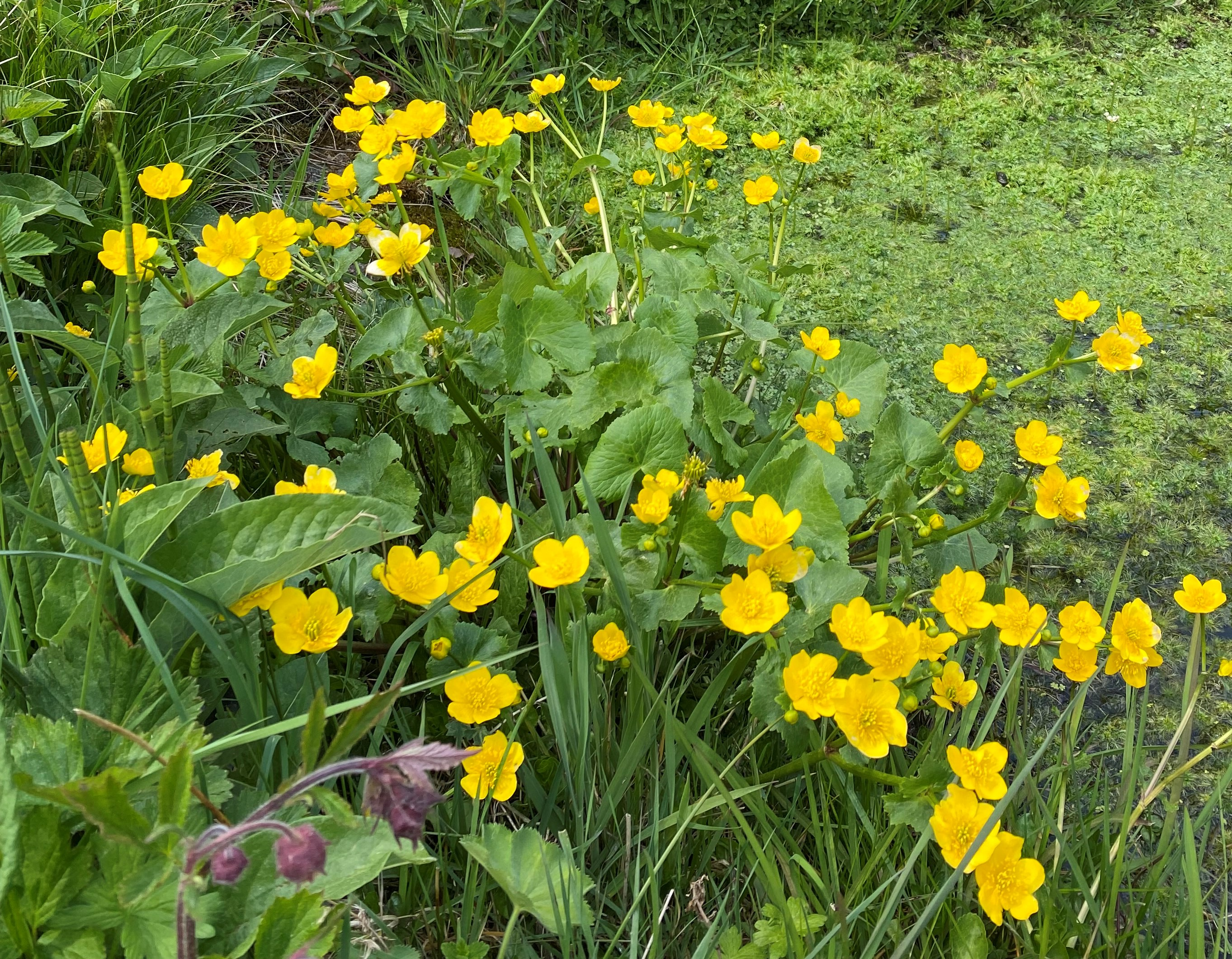
Sumpf-Dotterblumen (Caltha palustris)